# Alopecognathus angusticeps
Alopecognathus angusticeps és una espècie extinta de sinàpsid de la família dels pristerognàtids que visqué al sud d'Àfrica durant el Capitanià (Permià mitjà). Se n'han trobat restes fòssils a la província sud-africana del Cap Occidental. Es tracta de l'única espècie reconeguda actualment del gènere Alopecognathus. Fou descrit a partir d'un crani complet i en gairebé perfecte estat de conservació. Tenia sis dents incisives a cada banda, separades d'una dent canina (ullal) per un diastema de 7 mm, així com sis dents molars situades 15 mm darrere de la canina. El nom genèric Alopecognathus significa ‘mandíbula de guineu’, mentre que el nom específic angusticeps significa ‘de cap estret’.